# Oreste Toscano
Oreste Toscano (Messina, 16 luglio 1915 – ...) è stato un militare italiano insignito della medaglia d'oro al valor militare a vivente nel corso della seconda guerra mondiale.

## Biografia
Nacque a Messina il 16 luglio 1915, figlio di Giuseppe e Giuditta Benicasa. Conseguita la laurea in giurisprudenza e scienze politiche presso l'Università di Messina nel 1935, fu arruolato nel Regio Esercito ed ammesso a frequentare il corso per allievi ufficiali di complemento nella Scuola di Bassano del Grappa e nominato sottotenente di complemento nella specialità bersaglieri fu destinato all'11º Reggimento bersaglieri dove prestò servizio dall'aprile al novembre 1937. Nel maggio 1940 venne richiamato in servizio attivo per mobilitazione generale in forza al 10º Reggimento bersaglieri per esigenze legate alla seconda guerra mondiale, e partì volontario per l'Africa Settentrionale Italiana sbarcando a Tripoli nel giugno dello stesso anno. Rimasto gravemente ferito nel combattimento del 7 febbraio 1941 subendo l'amputazione di una mano, fu ricoverato in diversi ospedali territoriali, e promosso tenente nel luglio 1941. Laureatosi in lettere nell'Università di Catania nel 1941, ottenne anche l'abilitazione all'insegnamento magistrale dal 1940. Dopo la firma dell'armistizio dell'8 settembre 1943 riprese servizio attivo nel Regio Esercito entrando in servizio come volontario nel Gruppo di combattimento "Cremona", prendendo parte alla guerra di liberazione italiana.